# Terranova di Pollino
Terranova di Pollino es una localidad italiana de la provincia de Potenza, región de Basilicata, con 1.402 habitantes.

## Evolución demográfica
| Gráfica de evolución demográfica de Terranova di Pollino entre 1861 y 2008 |
|                                                                            |
| Fuente ISTAT - Elaboración gráfica por parte de Wikipedia                  |